# Фуа (округ)
Округ Фуа (фр. Arrondissement de Foix) — округ у Франції, в департаменті Ар'єж. 2023 року округ об'єднував 114 муніципалітетів, населення становило 47 592 особи.
Адміністративний центр (супрефектура) — Фуа.

## Муніципалітети
Список муніципалітетів округу та їхні коди INSEE:
1. Акс-ле-Терм (09032)
2. Аксьят (09031)
3. Альб'є (09004)
4. Альят (09006)
5. Аппі (09012)
6. Арабо (09013)
7. Ариньяк (09015)
8. Арнав (09016)
9. Артіг (09020)
10. Артікс (09021)
11. Аску (09023)
12. Астон (09024)
13. Бедеяк-е-Ена (09045)
14. Бенак (09049)
15. Бестьяк (09053)
16. Болу (09044)
17. Бомпас (09058)
18. Брассак (09066)
19. Буан (09064)
20. Бюрре (09068)
21. Валь-де-Сос (09334)
22. Вантенак (09327)
23. Варі (09324)
24. Вебр (09326)
25. Верден (09328)
26. Вернажуль (09329)
27. Верніоль (09332)
28. Верно (09330)
29. Веші (09325)
30. Віра (09340)
31. Ганак (09130)
32. Гарану (09131)
33. Гурбі (09136)
34. Гюдас (09137)
35. Далу (09104)
36. Жена (09133)
37. Жестьє (09134)
38. Ільєр-е-Ларамад (09143)
39. Іньо (09140)
40. Казнав-Серр-ет-Аллан (09092)
41. Казо (09090)
42. Кальзан (09072)
43. Капулет-е-Жунак (09077)
44. Карканьєр (09078)
45. Керигю (09239)
46. Кешакс (09088)
47. К'є (09240)
48. Кос (09099)
49. Коссу (09087)
50. Крампанья (09103)
51. Кусса (09101)
52. Лапеж (09152)
53. Ларкат (09155)
54. Ларнат (09156)
55. Лассюр (09159)
56. Ле-Боск (09063)
57. Ле-Кабанн (09070)
58. Ле-Пла (09230)
59. Ле-Пюш (09237)
60. Леркуль (09162)
61. Л'Ерм (09138)
62. Лордат (09171)
63. Л'Оспітале-пре-л'Андорр (09139)
64. Лубан (09173)
65. Луб'єр (09174)
66. Люзенак (09176)
67. Маллеон (09179)
68. Меран-ле-Валь (09189)
69. Меркюс-Гаррабе (09188)
70. Міглос (09192)
71. Міжане (09193)
72. Монгаяр (09207)
73. Монтаю (09197)
74. Монтегю-Планторель (09202)
75. Монтульє (09210)
76. Ніо (09217)
77. Озат (09030)
78. Олос-Сенса (09296)
79. Оржекс (09218)
80. Орлю (09220)
81. Орнолак-Юссат-ле-Бен (09221)
82. Орюс (09222)
83. Перль-е-Кастеле (09228)
84. Пеш (09226)
85. Прад (09232)
86. Прадьєр (09234)
87. Преоль (09236)
88. Рабат-ле-Труа-Сеньєр (09241)
89. Ріє-де-Пельпор (09245)
90. Руз (09252)
91. Савіньяк-лез-Ормо (09283)
92. Санконак (09287)
93. Сегюра (09284)
94. Сель (09093)
95. Сен-Бозей (09256)
96. Сен-Жан-де-Верж (09264)
97. Сен-Мартен-де-Караль (09269)
98. Сен-П'єрр-де-Рив'єр (09273)
99. Сен-Поль-де-Жаррат (09272)
100. Сен-Фелікс-де-Р'єтор (09258)
101. Серр-сюр-Арже (09293)
102. Сіге (09295)
103. Сорат (09280)
104. Соржат (09298)
105. Сула (09300)
106. Сюрба (09303)
107. Тараскон-сюр-Ар'єж (09306)
108. Тіньяк (09311)
109. Феррієр-сюр-Ар'єж (09121)
110. Фрейшене (09126)
111. Фуа (09122)
112. Шато-Верден (09096)
113. Юнак (09318)
114. Юрс (09320)
115. Юссат (09321)